# 밀양 교동 손대식 고가
밀양 교동 손대식 고가(密陽 校洞 孫大植 古家)는 대한민국 경상남도 밀양시 교동, 교동마을 남쪽 평지에 자리잡은 밀양 손씨 가문의 옛집이다.
1990년 12월 20일 경상남도의 문화재자료 제175호 밀양 교동 손대식씨고가으로 지정되었다가, 2018년 12월 20일 현재의 명칭으로 변경되었다.

## 개요
교동마을 남쪽 평지에 자리잡은 밀양 손씨 가문의 옛집이다. 조선 고종 광무 5년(1901)에 지었으며, 대문간채와 안채, 사랑채, 광채로 구성되어 있다.
대문을 들어서면 앞면 5칸·옆면 2칸 규모의 사랑채가 있다. 사랑채 옆으로 앞면 5칸·옆면 1칸의 중문간채가 이어져 있고 ㄱ자로 꺾여서 앞면 4칸 규모의 작은사랑이 연결되어 있다. 오늘쪽부터 사랑방·대청·부엌이 있고, 사랑방과 마루 앞에 반 칸 너비의 툇마루를 두었다. 부엌 옆으로는 광·헛간·중문간·마구간이 있으며, 작은 사랑방·광·아랫방이 안마당 쪽으로 꺾여 배치되었다.
중문을 들어서면 정면에 안채가 있는데, 앞면 7칸·옆면 2칸 규모이다. 왼쪽부터 부엌·안방·대청이 2칸 크기로 배치되었고 오른쪽에는 1칸 상방이 있다. 안방부터 상방 사이의 앞쪽에는 반 칸 너비의 툇마루를 설치하였다.
광채는 안채와 ㄱ자로 꺾인 곳에 있는데, 헛간·디딜방앗간·광으로 되어 있다. 사랑마당과 담장 아래에는 작은 텃밭이 있고, 그 앞으로 대문간채가 있다. 앞면 5칸·옆면 1칸 크기의 대문간채는 가운데에 솟을대문을 세우고 양 옆으로 광과 방을 두었다.
조선 후기 건축을 잘 보여 주는 귀중한 자료이다.

## 참고 자료
- 밀양 교동 손대식 고가 - 국가유산청 국가유산포털